# Stolthet och passion
Stolthet och passion (originaltitel: The Pride and the Passion) är en amerikansk romantisk krigsfilm från 1957 med Cary Grant, Sophia Loren och Frank Sinatra i huvudrollerna. Filmen regisserades av Stanley Kramer.

## Handling
Filmen utspelar sig under åren då den franska armén ledd av Napoleon I har ockuperat Spanien. En engelsk officer (Cary Grant) skickas till Spanien för att se till att britterna får tag i en väldigt stor kanon som den spanska armén har förlorat. De spanska gerilla-soldaterna (ledda av Miguel (Frank Sinatra) vill dock inte frakta kanonen till kusten, de vill istället använda den för att inta en närbelägen stad. Situationen blir allt mer komplicerat när den engelske officeren förälskar sig i en av spanjorernas kvinnor (Sophia Loren).

## Rollista i urval
- Cary Grant - Anthony
- Frank Sinatra - Miguel
- Sophia Loren - Juana
- Theodore Bikel - General Jouvet
- John Wengraf - Sermaine